# Zygmunt Gross

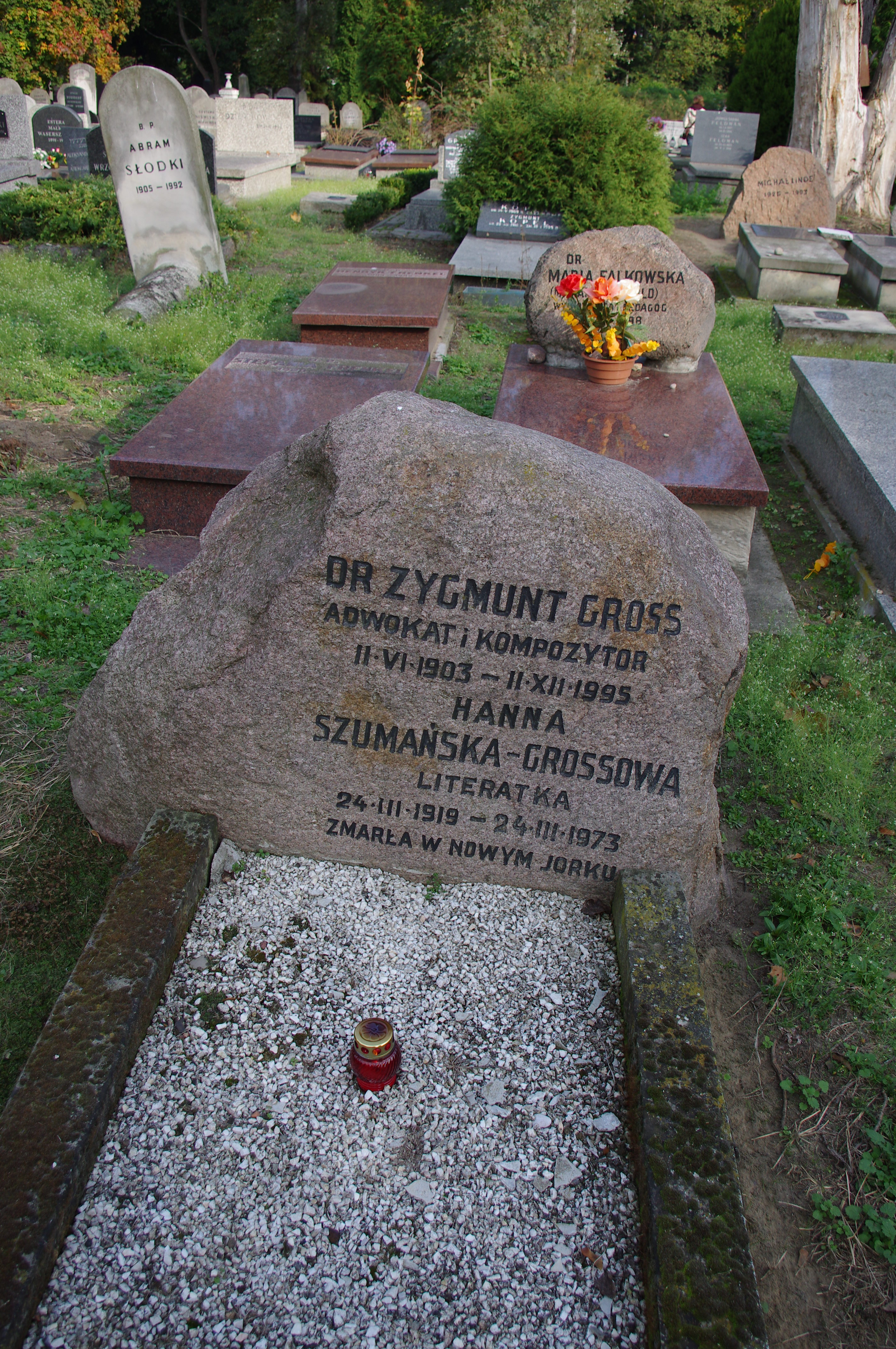
Grób dr. Zygmunta Grossa na cmentarzu żydowskim przy ul. Okopowej w Warszawie

Zygmunt Gross (ur. 11 czerwca 1903, zm. 11 grudnia 1995) – polski adwokat żydowskiego pochodzenia, działacz socjalistyczny.

## Życiorys
Jego ojcem był znany adwokat Adolf Gross, poseł do parlamentu austriackiego, bratem zaś - Feliks Gross, socjolog, działacz i publicysta socjalistyczny. W okresie międzywojennym Zygmunt był zaangażowany w działalność w PPS i w Towarzystwie Uniwersytetów Robotniczych. Współpracował z krakowskim socjalistycznym pismem „Naprzód”. W okresie niemieckiej okupacji  przebywał we Lwowie pracując jako pracownik fizyczny w teatrze muzycznym. Z powodu żydowskiego pochodzenia ukrywał się w Warszawie. Poznał wtedy swoją przyszłą żonę Hannę Szumańską (1919–1973), córkę znanego przedwojennego adwokata, Wacława Szumańskiego, który był obrońcą m.in. w procesie brzeskim). Jego przyszła żona była łączniczką Biura Informacji i Propagandy Armii Krajowej, pomagała mu w czasie ukrywania się na obszarze poza gettem warszawskim. 
Po wojnie Gross pracował w Instytucie Pamięci Narodowej przy Prezydium Rady Ministrów. Był obrońcą w procesach politycznych m.in. bronił Stanisława Mierzwy skazanego w moskiewskim procesie szesnastu, następnie sądzonego ponownie w Polsce, bronił także Władysława Bartoszewskiego. Członek PPS i PZPR. Pracował też jako kierownik katedry filozofii WSP w Katowicach oraz w Polskiej Akademii Nauk. W wyniku antysemickiej kampanii w 1968 roku, wyjechał wraz z rodziną do USA. Działał wśród Polonii, m.in. jako przedstawiciel polskiej delegacji w ACEB (Assembly of Captive European Nations = Europejskie Zgromadzenie Narodów Ujarzmionych). Pochowany na cmentarzu żydowskim przy ul. Okopowej w Warszawie. 
Jego synem jest Jan Tomasz Gross, socjolog, profesor wydziału historii Uniwersytetu Princeton.

## Wybrane publikacje
- Międzynarodowa Organizacja Pracy, Kraków - Katowice: Towarzystwo Uniwersytetu Robotniczego 1927.
- (współautor: Feliks Gross), Socjologja partji politycznej, Warszawa: Księgarnia Robotnicza 1929 (wyd. 2 rozszerzone - Kraków: „Czytelnik” 1946).
- Na przełomie dziejów, Cieszyn - Kraków: O.K.R. P.P.S. Śląska Cieszyńskiego 1933.
- Człowiek i wolność: wstęp do filozofii socjalizmu, Kraków: „Czytelnik” 1939.
- (redakcja) Wojciech Gutkowski, Podróż do Kalopei do kraju najszczęśliwszego na świecie, gdzie bez pieniędzy i bez własności, bogactwa, przemysł, światło i dobre wszystkich mienie jak najwięcej wygórowało i gdzie tom drugi historii życia Bolesława II, króla polskiego, znajduje się, oprac. i wstępem opatrzył Zygmunt Gross, Warszawa: Państwowe Wydawnictwo Naukowe 1956.
- Diabeł Asmodeusz w binoklach, „Zeszyty Naukowe WSP w Katowicach” 1960, nr 39, s. 7-59.